# Олью-д’Агуа (Параиба)
Олью-д’Агуа (порт. Olho d'Água) — муниципалитет в Бразилии, входит в штат Параиба. Составная часть мезорегиона Сертан штата Параиба. Входит в экономико-статистический микрорегион Пианко. Население составляет 6886 человек на 2006 год. Занимает площадь 596,123 км². Плотность населения — 11,6 чел./км².

## Статистика
- Валовой внутренний продукт на 2003 год составляет 15 629 051,00 реалов (данные: Бразильский институт географии и статистики).
- Валовой внутренний продукт на душу населения на 2003 год составляет 2135,12 реалов (данные: Бразильский институт географии и статистики).
- Индекс развития человеческого потенциала на 2000 год составляет 0,559 (данные: Программа развития ООН).